# Sydney Cozens
Sydney "Syd" Cozens, (Manchester, 17 de juliol de 1908 - Nova Brunswick, 5 de febrer de 1985) era un ciclista britànic que s'especialitzà en el ciclisme en pista. Va guanyar dues medalles d'argent als Campionats del món de Velocitat en categoria amateur. També va participar en els Jocs Olímpics d'Amsterdam en la prova de velocitat.

## Palmarès en pista
- 1929
  -  Campió del Regne Unit del 1/4 de milla
  - 1r al Gran Premi de París amateur
- 1930
  -  Campió del Regne Unit d'esprint[3]
  - 1r al Gran Premi de París amateur
- 1931
  - 1r al Gran Premi de París amateur
- 1932
  -  Campió del Regne Unit professional[4]
- 1934
  - 1r als Sis dies de Londres (amb Piet van Kempen)